# Plajuc
Plajuc (ukránul: Плаюць) falu Ukrajnában, Kárpátalján, a Rahói járásban.

## Fekvése
Rahótól nyugatra, Felsőapsa mellett fekvő település. Átfolyik rajta az Apsica.

## Nevének eredete
A Plajuc helységnév román dűlőnévből keletkezett névátvitellel, a dűlőnév alapja a román plai’ hegyi rét, hegyi sík, hegyi legelő’ (Dr M. 2: 249), amihez román -ț kicsinyítő képző kapcsolódik, (ruszin плай ’ösvény, gyalogút’ (Чопей 260).

## Története
Plajuc nevét 1898-ban Plajucz (hnt.) néven említették először. Későbbi névváltozatai: 1968-ban Плаюць, Плаюц, 1983-ban Плаюць, Плаюц (Zo).